# Atractus andinus
Atractus andinus este o specie de șerpi din genul Atractus, familia Colubridae, descrisă de Prado 1944. Conform Catalogue of Life specia Atractus andinus nu are subspecii cunoscute.